# Centro de Ensino e Pesquisa Aplicada à Educação
O Centro de Ensino e Pesquisa Aplicada à Educação da Universidade Federal de Goiás (CEPAE) é uma instituição de educação infantil, ensino fundamental e médio pública federal brasileira, com sede em Goiânia, em Goiás, subordinado à Universidade Federal de Goiás (UFG), sendo responsável por desenvolver o ensino, a pesquisa e a extensão em educação, além da oferta de campo de estágio junto à universidade. É um dos colégios de aplicação existentes em universidades federais brasileiras.

## Visão Geral
De acordo com seu regimento, o CEPAE tem as seguintes finalidades, entre outras: 
- Realizar experiências pedagógicas, mediante projetos de ensino, pesquisa e extensão próprios e/ou integrados às Unidades Acadêmicas ou Unidades Acadêmicas Especiais da UFG;
- Ser o principal campo de estágio e práticas de ensino para os cursos de Licenciatura e áreas afins da UFG;
- Proporcionar a oportunidade de formação continuada em ensino na Educação Básica a licenciados e profissionais atuantes na Educação Básica, oferecendo cursos de pós-graduação lato sensu e stricto sensu.

O ingresso na educação básica é realizado por meio de sorteio universal, regulado por edital publicado anualmente. 
Em relação ao corpo docente, 73% dos professores efetivos possuem título de doutor e 24% título de mestre. 

### Estrutura física
Em termos de estrutura física, o Centro de Ensino e Pesquisa Aplicada à Educação encontra-se dividido em duas quadras distintas no câmpus Samambaia da Universidade Federal de Goiás. A primeira, localizada em uma área ao lado do bosque Auguste de Saint-Hilaire, abriga o prédio mais antigo, inaugurado em 1980, com dois pavimentos, cuja área é de 2.556,42 m². O prédio dos Anos Iniciais, inaugurado em 2005, conta com 1.441,08 m². Além disso, há um pátio coberto cuja área é de 1.455,00 m² e uma quadra poliesportiva coberta cuja área é de 1.200,00 m² e duas quadras poliesportivas não cobertas. Em outra quadra do mesmo câmpus, encontra-se o prédio Departamento de Educação Infantil, com área de 1.030,00 m².

## História do colégio
O Decreto-Lei Nº 9053 de 12 de março de 1946 previa a criação de ginásios de aplicação nas Faculdades de Filosofia do País. Nos anos de 1966 e 1967 foi discutida a criação do Colégio de Aplicação como órgão complementar da Faculdade de Filosofia Ciências e Letras (FFCL/UFG). No bojo da Reforma Universitária ocorrida em 1968, o Colégio de Aplicação inicia suas atividades em março do mesmo ano como órgão suplementar da recém-criada Faculdade de Educação, surgida a partir da transformação da Faculdade de Filosofia Ciências e Letras.

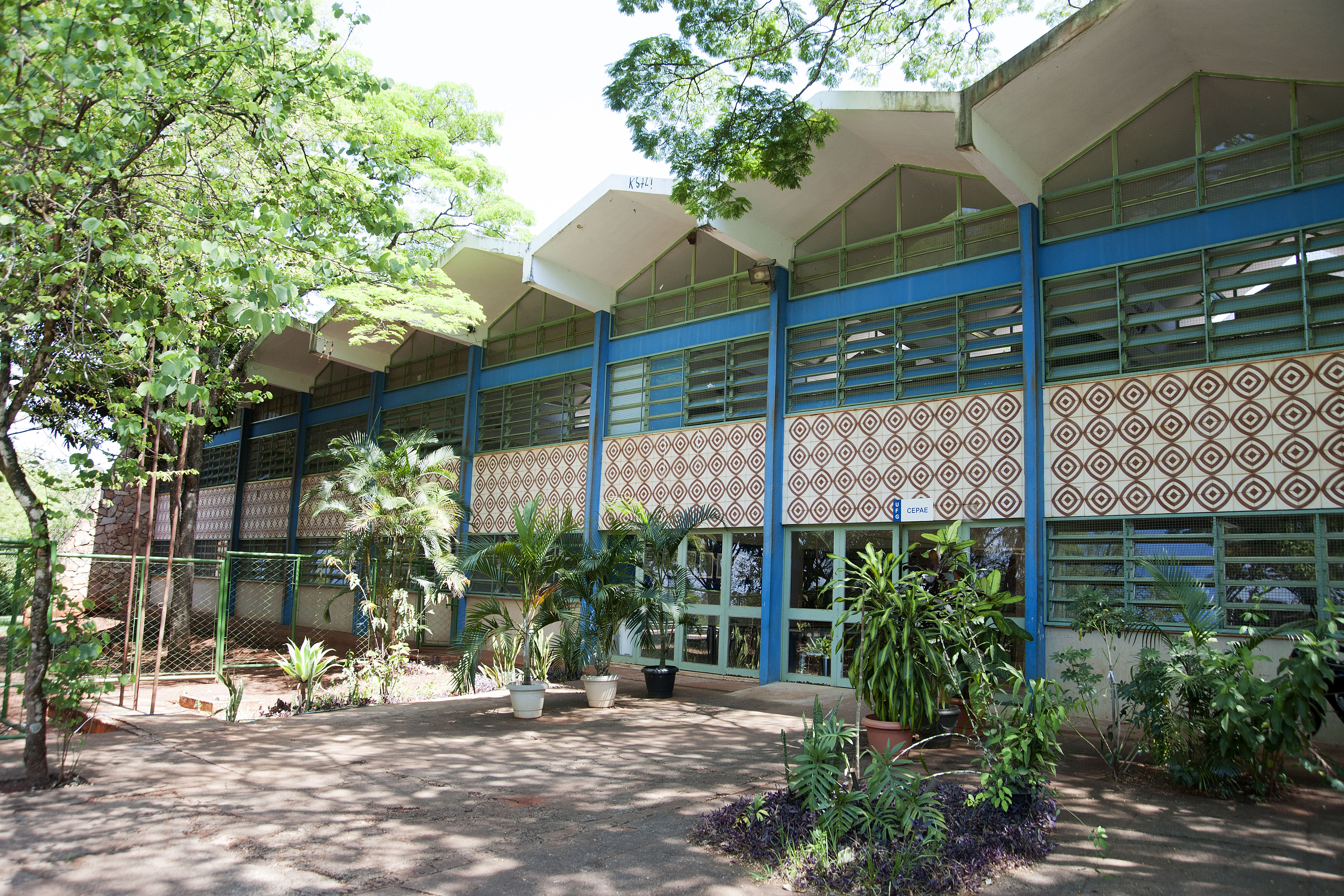
Fachada do prédio

À época tinha como objetivos: Constituir-se em laboratório experimental de técnicas e processos didáticos, visando ao aprimoramento da metodologia de ensino; Constituir-se em uma instituição de ensino experimental para novos cursos previstos na legislação vigente, bem como para cursos com currículos, métodos e períodos escolares próprios, ajustando-se estes, para fins de validade, às exigências legais; Servir como campo de estágio supervisionado para a Licenciatura e para as habilitações do curso de Pedagogia; O corpo docente do então, Colégio de Aplicação/FE/UFG era constituído por professores da carreira de 1.º e 2.º graus, existindo professores da Faculdade de Educação que também atuavam neste nível de ensino.
Até 1976, o ingresso no Colégio de Aplicação da UFG era feito por meio de exame admissional composto por prova, mas nesse ano passa-se a adotar o sorteio público com reserva de vagas de 50% para filhos de servidores da UFG. Em 1988, conforme as discussões e decisões dos outros colégios de aplicação do país, o sorteio passa a ser universal sem nenhum tipo de reserva de vagas. Essa é a forma de ingresso que perdura até os dias atuais.
Em 1980 o Colégio de Aplicação, que até então funcionava no prédio da Faculdade de Educação, é transferido para o campus Samambaia. O projeto de construção foi concebido em 1974 e construído nos seis anos seguintes, época em que houve um grande investimento governamental em infraestrutura, escolas e conjuntos habitacionais em Goiânia.
A partir de 1981, fruto de uma reivindicação de greve, os professores de 1º e 2º graus foram reclassificados para a carreira de magistério superior. Atualmente é o único colégio de aplicação do país com professores na mencionada carreira, sendo os professores dos demais colégios pertencentes à carreira do Magistério de Educação Básica, Técnica e Tecnológica (EBTT).
Em 1985 foi criado do Departamento de Estudos Aplicados à Educação da Faculdade de Educação/UFG, composto pelos membros do Colégio de Aplicação, funcionando desta forma até março de 1994, quando se desvincula desta unidade, tendo sido criado o Centro de Ensino e Pesquisa Aplicada à Educação (CEPAE), através da portaria n.º 0063, do Magnífico Reitor.
Em 2005 o prédio dos Anos Iniciais do Ensino Fundamental foi inaugurado, permitindo que as atividades de ensino desta etapa de ensino pudessem ser realizadas no período matutino.
Em 2012, foi criado o Programa de Mestrado Profissional em Ensino na Educação Básica (PPGEEB) que tem o intuito de qualificar professores do Ensino Básico, levando-os a investigar o cotidiano de sala de aula, as demandas teórico-metodológicas que envolvem o ensino-aprendizagem, bem como refletir e propor intervenções sobre essa prática pedagógica. Nesse sentido, os professores tornam-se pesquisadores em sala de aula, estabelecendo relações críticas que fomentem a melhoria da educação básica no Estado de Goiás e adjacências.

### Departamento de Educação Infantil

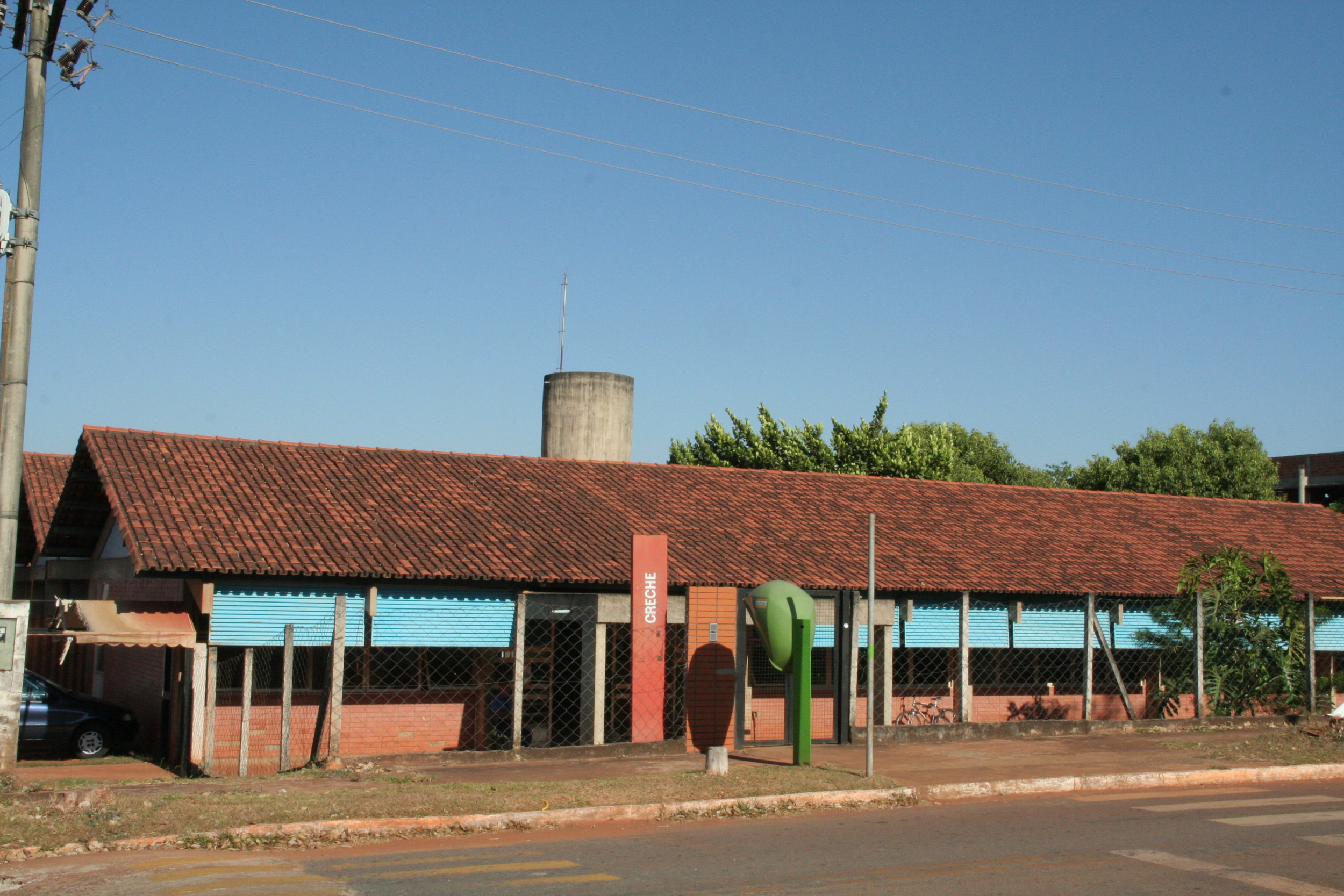
Fachada da antiga Creche UFG em 2007

O Departamento foi construído em 1989 e suas atividades tiveram início em 8 de fevereiro de 1991 com a denominação de Creche/UFG. Originalmente vinculado à Pró-Reitoria de Assuntos da Comunidade Universitária (Procom), oferecia vagas destinadas ao atendimento das necessidades da comunidade universitária. No ano de 2004, o CEPAE passa a partilhar com a Procom a responsabilidade pela Educação Infantil, contratando professores na carreira de Ensino Médio e avaliando a atuação pedagógica desses professores. A partir de fevereiro de 2013, passou a se chamar Unidade de Educação Infantil da UFG, funcionando como órgão complementar do CEPAE a partir da mudança no Estatuto da UFG. Em 20 de agosto de 2014, com o novo regimento do CEPAE, a Unidade de Educação Infantil, órgão suplementar do CEPAE, passou a se constituir enquanto um Departamento de Educação Infantil do CEPAE..

## Revista Polyphonía
A Revista Polyphonía, antigamente denominada Solta a Voz, é uma publicação semestral do CEPAE/UFG, cujo propósito é divulgar trabalhos relacionados à Educação Básica. Organizada em três seções, a Revista traz um dossiê composto de trabalhos que discutem determinado tema, na forma de artigos, resenhas e entrevistas, além de um conjunto diversificado de artigos.